# Kolizja pakietów w sieci
Kolizja pakietów w sieci (ang. network packet collision) – sytuacja występująca w sieciach komputerowych, takich jak np. Ethernet, kiedy dwa urządzenia sieciowe (np. komputery) usiłują wysłać pakiet przez łącze w tym samym czasie. Kolizja jest wykrywana automatycznie (collision detection) np. za pomocą metody CSMA/CD i komputery zaprzestają transmisji. Po losowo wybranym czasie każdy z komputerów próbuje ponownie przesłać swój pakiet. Zasięg propagacji kolizji jest ograniczony do tak zwanej domeny kolizyjnej, której brzeg stanowią mosty, przełączniki i routery.
Przy dużym obciążeniu sieci może pojawiać się wiele prób transmisji powodujących kolizje, co znacznie pogarsza jej wydajność, dlatego liczba urządzeń w takim segmencie sieci lokalnej musi być ograniczona. Liczbę kolizji można ograniczyć stosując routery pośredniczące w transmisji między niewielkimi segmentami sieci lub korzystając z koncentratorów przełączających (komutujących), czyli przełączników, dopuszczających do kolizji jedynie w sytuacji, gdy zachodzi próba przeprowadzenia transmisji danych jednocześnie do tego samego węzła sieci z dwóch (lub więcej) pozostałych węzłów.
Kolizje mogą występować również w sieciach bezkolizyjnych, w specjalnych kanałach dostępu dla terminali jeszcze nie zarejestrowanych, które nie mają jeszcze przydzielonego czasu transmisji i chcą się o taki ubiegać.